# Flims
Flims (rätoromanska Flem) är en ort och kommun i regionen Imboden i kantonen Graubünden, Schweiz. Kommunen har 2 939 invånare (2023).
Förutom orten Flims (även benämnd Flims Dorf) finns även orterna Flims Waldhaus och Fidaz.
Kommunen ligger i en skog- och sjörik bygd som utgör ett gränsområde mellan slättbygderna i Imboden i Rhendalen och Foppa i Vorderrheindalen. 

## Näringsliv
Under 1800-talet utvecklades Flims till en kurort, och under 1900-talet har vintersport blivit den dominerande näringen, vilket lett till en stor folkökning. 

## Språk
Folkspråket i Flims var surselviska rätoromanska fram till 1900-talet, då tyska språket kom att ta över nästan helt, bland annat till följd av den stora inflyttningen. Vid folkräkningen 2000 uppgav var femte invånare att de behärskade rätoromanska, men endast var femtonde angav det som sitt huvudspråk.

## Religion
I samband med reformationen, 1528, lämnade Felsberg katolicismen. I modern tid har en betydande katolsk minoritet uppstått genom inflyttning, vilken sedan 1937 har en egen kyrka. 